# Andinia (Plantae)
Andinia je rod orhideja smješten u podtribus Pleurothallidinae, dio tribusa Epidendreae, potporodica Epidendroideae. Postoje 83 vrste iz tropske Južne Amerike.

## Vrste
1. Andinia ariasiana (Luer & L.Jost) Karremans & S.V.Uribe
2. Andinia auriculata (Archila) Karremans & S.V.Uribe
3. Andinia auriculipetala S.V.Uribe & N.Gutiérrez
4. Andinia barba-caprina Ocupa & S.V.Uribe
5. Andinia barbata J.Ponert, M.Portilla, Chumová & P.Trávn.
6. Andinia bifida (Tobar & Archila) Karremans & S.V.Uribe
7. Andinia cardiocheila (Luer & R.Escobar) Karremans & S.V.Uribe
8. Andinia catella (Luer & R.Escobar) Karremans & S.V.Uribe
9. Andinia caveroi (D.E.Benn. & Christenson) Karremans & S.V.Uribe
10. Andinia chaoae (S.V.Uribe & L.Jost) Karremans & S.V.Uribe
11. Andinia chelosepala (Luer & Hirtz) Karremans & S.V.Uribe
12. Andinia chilopsis (Luer & Hirtz) Karremans & S.V.Uribe
13. Andinia ciliaris (Luer & Hirtz) Karremans & S.V.Uribe
14. Andinia composita (Luer & R.Escobar) Karremans & S.V.Uribe
15. Andinia condorensis H.Medina, J.Portilla & I.Portilla
16. Andinia cordilabia (Luer) Karremans & S.V.Uribe
17. Andinia crassipetala S.V.Uribe & Ocupa
18. Andinia dactyla (Garay) Karremans & S.V.Uribe
19. Andinia dalstroemii (Luer) Pridgeon & M.W.Chase
20. Andinia dentata (Archila) Karremans & S.V.Uribe
21. Andinia destituta (Luer & R.Escobar) Karremans & S.V.Uribe
22. Andinia dielsii (Mansf.) Luer
23. Andinia erepsis (Luer & Hirtz) Karremans & S.V.Uribe
24. Andinia exigua (Luer & L.Jost) Karremans & S.V.Uribe
25. Andinia geminipetala (Luer & J.Portilla) Karremans & S.V.Uribe
26. Andinia hernandoi Est.Domínguez & S.Vieira-Uribe
27. Andinia hippocrepica (Luer & R.Escobar) Karremans & S.V.Uribe
28. Andinia hirtzii Luer
29. Andinia hystricosa (Luer) Pridgeon & M.W.Chase
30. Andinia ibex (Luer) Pridgeon & M.W.Chase
31. Andinia irrasa (Luer & R.Escobar) Karremans & S.V.Uribe
32. Andinia lappacea (Luer) Pridgeon & M.W.Chase
33. Andinia longiserpens (C.Schweinf.) Karremans & Mark Wilson
34. Andinia lueri S.V.Uribe & Karremans
35. Andinia lunaris (Luer) Karremans & S.V.Uribe
36. Andinia lunatocheila (Tobar & Archila) Karremans & S.V.Uribe
37. Andinia lupula (Luer & Hirtz) Karremans & S.V.Uribe
38. Andinia lynniana (Luer) Karremans & S.V.Uribe
39. Andinia macrotica (Luer & Dalström) Karremans & S.V.Uribe
40. Andinia masdevalliopsis (Luer) Karremans & Mark Wilson
41. Andinia medinae (Kolan. & Szlach.) comb.ined.
42. Andinia micropetala (L.O.Williams) Karremans & S.V.Uribe
43. Andinia mongei (Tobar & Archila) Karremans & S.V.Uribe
44. Andinia monilia (Luer & R.Escobar) Karremans & S.V.Uribe
45. Andinia montis-rotundi (P.Ortiz) Karremans & S.V.Uribe
46. Andinia nummularia (Rchb.f.) Karremans & S.V.Uribe
47. Andinia obesa S.V.Uribe & Karremans
48. Andinia octocornuta (Luer) Karremans & S.V.Uribe
49. Andinia ortiziana (S.V.Uribe & Thoerle) Karremans & S.V.Uribe
50. Andinia panica (Luer & Dalström) Pridgeon & M.W.Chase
51. Andinia pendens (Garay) Karremans & S.V.Uribe
52. Andinia pensilis (Schltr.) Luer
53. Andinia pentamytera (Luer) Pridgeon & M.W.Chase
54. Andinia persimilis (Luer & Sijm) Karremans & S.V.Uribe
55. Andinia peruviana Ocupa, S.V.Uribe & Mark Wilson
56. Andinia phallica (Tobar & Archila) Karremans & S.V.Uribe
57. Andinia pholeter (Luer) Karremans & S.V.Uribe
58. Andinia pilosella (Rchb.f.) Karremans & S.V.Uribe
59. Andinia platysepala (Luer & R.Escobar) Karremans & S.V.Uribe
60. Andinia pogonion (Luer) Pridgeon & M.W.Chase
61. Andinia pseudocaulescens (L.B.Sm. & S.K.Harris) Karremans & S.V.Uribe
62. Andinia ricii (Luer & R.Vásquez) Karremans & S.V.Uribe
63. Andinia rosea (Archila) Karremans & S.V.Uribe
64. Andinia rotunda (Archila) Karremans & S.V.Uribe
65. Andinia schizopogon (Luer) Pridgeon & M.W.Chase
66. Andinia sibundoyensis (Kolan.) Karremans & S.V.Uribe
67. Andinia spiralis (Ruiz & Pav.) Karremans & Mark Wilson
68. Andinia stalactites (Luer & Hirtz) Karremans & S.V.Uribe
69. Andinia sudamericana (Archila) Karremans & S.V.Uribe
70. Andinia sunchubambensis A.Doucette & Janovec
71. Andinia tervequinata R.T.Penn., Aymard & Cuello
72. Andinia tingomariana A.G.Diaz & Mark Wilson
73. Andinia triangularis (Luer) Karremans & S.V.Uribe
74. Andinia tridactyla (Luer) S.V.Uribe & Karremans
75. Andinia trimytera (Luer & R.Escobar) Pridgeon & M.W.Chase
76. Andinia uchucayensis A.Doucette & J.Portilla
77. Andinia ursula (Luer & R.Escobar) Karremans & S.V.Uribe
78. Andinia vestigipetala (Luer) Pridgeon & M.W.Chase
79. Andinia viebrockiana (Luer & L.Jost) Karremans & S.V.Uribe
80. Andinia vieira-pereziana (P.Ortiz) Karremans & S.V.Uribe
81. Andinia villosa (Løjtnant) Karremans & S.V.Uribe
82. Andinia werneri (Luer) Karremans & S.V.Uribe
83. Andinia xenion (Luer & R.Escobar) Karremans & Mark Wilson